# Hartz (prénom)
Pour les articles homonymes, voir Hartz.
Hartz est un prénom masculin basque qui signifie « ours ; ourse ».